# Fabian Benko
Fabian Benko (Múnich, 5 de junio de 1998) es un futbolista alemán de ascendencia croata. Juega como mediocampista y su equipo es el F. C. Pipinsried de Bayernliga.

## Trayectoria
Nacido en Múnich y de padres croatas, Benko se trasladó desde Zagreb para finalmente asentarse en Múnich, por lo que posee doble nacionalidad. Empezó su carrera en las categorías inferiores del Bayern Múnich en el año 2005.
Luego de impresionar con algunas de sus técnicas en el Bayern Múnich sub-17, la próxima temporada fue promovido por el entrenador Heiko Vogel al Bayern Múnich II a comienzos del 2015. No obstante, Benko aún seguía disputando los partidos de la Liga Juvenil de la UEFA con el filial sub-17.
Posteriormente Benko estuvo en el banquillo durante la pretemporada del Bayern Múnich en China en 2015.
Debutaría profesionalmente el 19 de agosto de 2016, al entrar al campo en sustitución de Arturo Vidal en la victoria 5:0 en Copa de Alemania del Bayern Múnich ante el Carl Zeiss Jena.
El 5 de junio de 2018, Benko fue transferido al LASK Linz de la Bundesliga austríaca gratuitamente por tres años. El mes siguiente fue uno de los 100 jugadores nominados para el premio Golden Boy.Benko hizo su debut profesional el 29 de julio de 2018, sustituyendo en el minuto 78 a Peter Michorl en la derrota por 3-1 ante Red Bull Salzburg.

## Selección nacional
El 6 de octubre de 2014, Benko disputaría su primer partido con la Selección de fútbol sub-17 de Alemania de la mano del entrenador Christian Wück, a la edad de 16 años, 4 meses y 1 día. La aparición temprana de Benko con Alemania hizo que Croacia le propusiera jugar con ellos la Copa Mundial de Fútbol Sub-17 de 2015. En septiembre de 2016, en medio de la discusión en torno a su futuro internacional, la Federación Croata de Fútbol confirmó que Benko había decidido seguir representando a Croacia.

## Características técnicas
Benko es un jugador versátil que puede jugar tanto en la punta izquierda como en la derecha del mediocampo, por lo que ha sido comparado con el croata Ivan Rakitić en cuanto a su estilo de juego. Igual que este último, Benko es un jugador técnico, rápido y habilidoso que puede leer el juego con calma y compostura cuando tiene el balón. El zurdo también ha sido comparado con su compañero Gianluca Gaudino, dado que ambos entrenaron con el primer equipo del Bayern Múnich en 2014.

## Palmarés

### Campeonatos nacionales
| Título                | Club             | País     | Año  |
| --------------------- | ---------------- | -------- | ---- |
| Bundesliga            | Bayern de Múnich | Alemania | 2017 |
| Supercopa de Alemania | Bayern de Múnich | Alemania | 2017 |
| Bundesliga            | Bayern de Múnich | Alemania | 2018 |